# Ballus segmentatus
Ballus segmentatus är en spindelart som beskrevs av Simon 1900. Ballus segmentatus ingår i släktet Ballus och familjen hoppspindlar. Inga underarter finns listade.